# إيبنسيو كاستيلانوس
إيبنسيو كاستيلانوس (بالإسبانية: Evencio Castellanos) (و. 1915 – 1984 م) هو ملحن، وأستاذ جامعي، وعازف بيانو فنزويلي، يستخدم آلات بيانو، توفي في كاراكاس، عن عمر يناهز 69 عاماً.